# Senátní obvod č. 70 – Ostrava-město
Senátní obvod č. 70 – Ostrava-město je podle zákona č. 247/1995 Sb. tvořen částí okresu Ostrava-město, tvořenou městskými obvody Moravská Ostrava a Přívoz, Mariánské Hory a Hulváky, Lhotka, Hošťálkovice, Nová Ves, Petřkovice, Slezská Ostrava, Radvanice a Bartovice, Michálkovice, Vítkovice, Hrabová, Nová Bělá a Stará Bělá, a obcemi Stará Ves nad Ondřejnicí, Vratimov, Václavovice a Šenov.
Současným senátorem je od roku 2016 Zdeněk Nytra, který byl v roce 2022 zvolen za koalici SPOLU (tj. KDU-ČSL, ODS a TOP 09). V Senátu je předsedou Senátorského klubu ODS a TOP 09.

## Senátoři

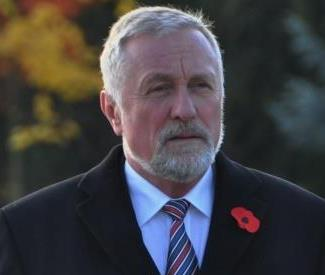
Mirek Topolánek
Liana Janáčková
Antonín Maštalíř
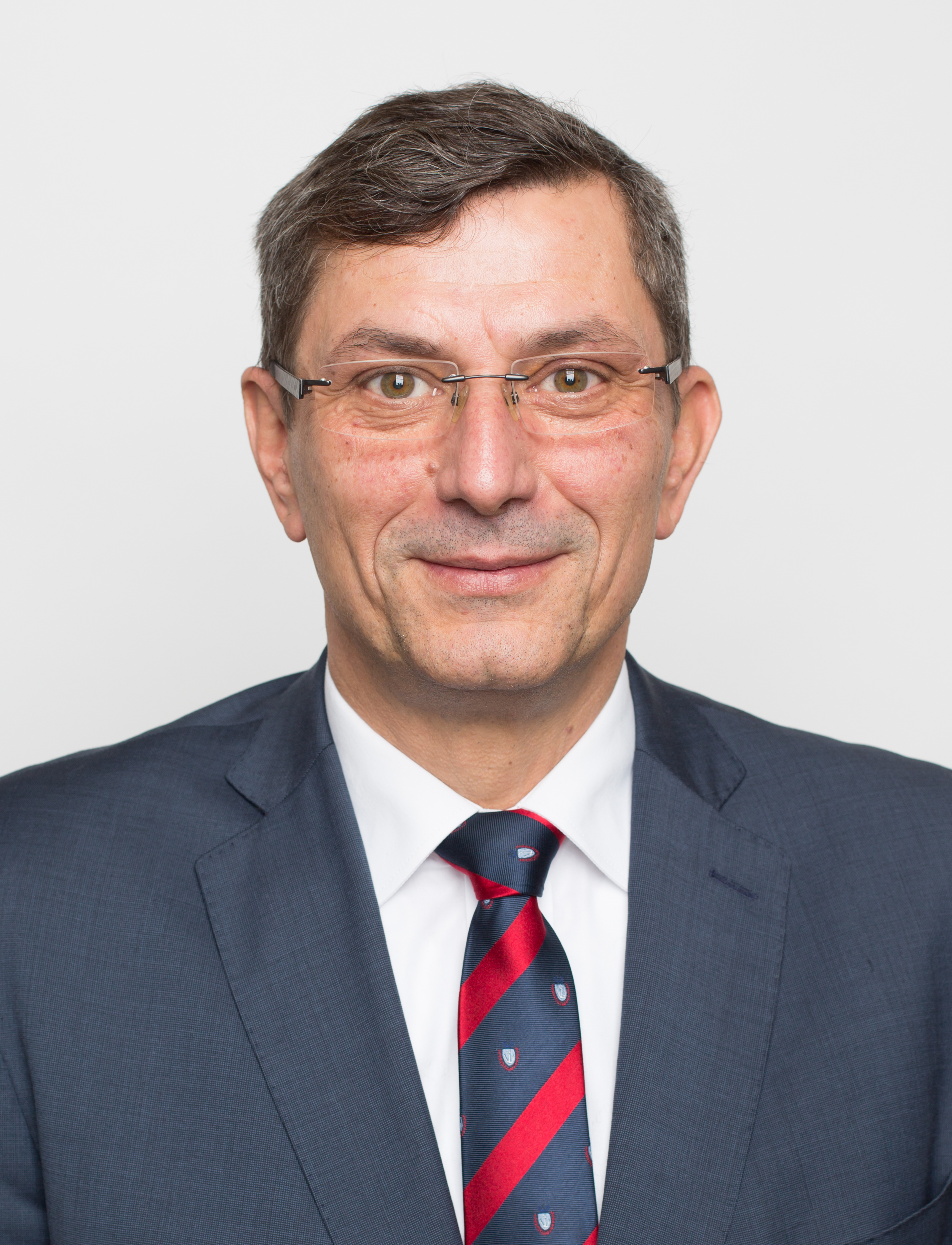
Zdeněk Nytra

| Volby | Volby  | Senátor                    | Volební strana       | Navrhující strana | Politická příslušnost | Odkaz  |
| ----- | ------ | -------------------------- | -------------------- | ----------------- | --------------------- | ------ |
|       | 1996   | Ing. Mirek Topolánek       | ODS                  | ODS               | ODS                   | profil |
| 1998  | profil | Ing. Mirek Topolánek       | ODS                  | ODS               | ODS                   |        |
|       | 2004   | Ing. arch. Liana Janáčková | NEZ                  | NEZ               | BEZPP                 | profil |
|       | 2010   | Ing. Antonín Maštalíř      | ČSSD                 | ČSSD              | ČSSD                  | profil |
|       | 2016   | Ing. Zdeněk Nytra          | NK                   | NK                | BEZPP                 | profil |
|       | 2022   | Ing. Zdeněk Nytra          | KDU-ČSL, ODS, TOP 09 | ODS               | ODS                   | profil |

## Volby

### Rok 1996
| Kandidát | Kandidát                              | Volební strana | Navrhující strana | Politická příslušnost | Počet hlasů (1. kolo) | %     | Počet hlasů (2. kolo) | %     |
| -------- | ------------------------------------- | -------------- | ----------------- | --------------------- | --------------------- | ----- | --------------------- | ----- |
|          | Ing. Mirek Topolánek                  | ODS            | ODS               | ODS                   | 9 416                 | 37,94 | 12 322                | 51,31 |
|          | Ing. arch. Jiří Smejkal               | ČSSD           | ČSSD              | ČSSD                  | 5 639                 | 22,72 | 11 692                | 48,69 |
|          | Ing. Otakar Podhajský                 | KSČM           | KSČM              | KSČM                  | 4 020                 | 16,20 | —                     | —     |
|          | Mgr. Ilja Racek, Ph.D.                | KDU-ČSL        | KDU-ČSL           | BEZPP                 | 2 444                 | 9,85  | —                     | —     |
|          | prof. Ing. Miroslav Nejezchleba, CSc. | ODA            | ODA               | BEZPP                 | 1 742                 | 7,02  | —                     | —     |
|          | PhDr. František Vyhňák                | SZ             | SZ                | SZ                    | 461                   | 1,86  | —                     | —     |
|          | Ladislav Vrchovský                    | ČSNS           | ČSNS              | ČSNS                  | 358                   | 1,44  | —                     | —     |
|          | Ing. Ladislav Kachel                  | DEU            | DEU               | DEU                   | 310                   | 1,25  | —                     | —     |
|          | Jozef Facuna                          | ROI ČR         | ROI ČR            | ROI ČR                | 262                   | 1,06  | —                     | —     |
|          | Jan Vozárik                           | SDS            | SDS               | SDS                   | 163                   | 0,66  | —                     | —     |

### Rok 1998
| Kandidát | Kandidát               | Volební strana | Navrhující strana | Politická příslušnost | Počet hlasů (1. kolo) | %     | Počet hlasů (2. kolo) | %     |
| -------- | ---------------------- | -------------- | ----------------- | --------------------- | --------------------- | ----- | --------------------- | ----- |
|          | Ing. Mirek Topolánek   | ODS            | ODS               | ODS                   | 9 551                 | 39,35 | 9 269                 | 63,30 |
|          | PaedDr. Jiří Grossmann | ČSSD           | ČSSD              | ČSSD                  | 4 858                 | 20,01 | 5 375                 | 36,70 |
|          | JUDr. Josef Babka      | KSČM           | KSČM              | KSČM                  | 4 851                 | 19,98 | —                     | —     |
|          | Ing. František Hromek  | 4KOALICE       | 4KOALICE          | US-DEU                | 4 022                 | 16,57 | —                     | —     |
|          | JUDr. Václav Vápeník   | DL             | DL                | BEZPP                 | 992                   | 4,09  | —                     | —     |

### Rok 2004
| Kandidát | Kandidát                   | Volební strana | Navrhující strana | Politická příslušnost | Počet hlasů (1. kolo) | %     | Počet hlasů (2. kolo) | %     |
| -------- | -------------------------- | -------------- | ----------------- | --------------------- | --------------------- | ----- | --------------------- | ----- |
|          | Ing. arch. Liana Janáčková | NEZ            | NEZ               | BEZPP                 | 5 151                 | 22,60 | 7 337                 | 56,73 |
|          | MUDr. Hana Heráková        | ODS            | ODS               | ODS                   | 6 066                 | 26,62 | 5 594                 | 43,26 |
|          | Milan Peša                 | KSČM           | KSČM              | KSČM                  | 3 979                 | 17,46 | —                     | —     |
|          | RSDr. Vojtěch Mynář        | ČSSD           | ČSSD              | ČSSD                  | 2 680                 | 11,76 | —                     | —     |
|          | Ing. Jiří Hořínek          | KDU-ČSL        | KDU-ČSL           | KDU-ČSL               | 1 964                 | 8,61  | —                     | —     |
|          | MUDr. Helena Fousková      | ED             | ED                | BEZPP                 | 1 729                 | 7,58  | —                     | —     |
|          | Ing. Jan Černota           | SNK            | SNK               | SNK                   | 623                   | 2,73  | —                     | —     |
|          | Maxmilián Šimek            | SP             | SP                | BEZPP                 | 280                   | 1,22  | —                     | —     |
|          | Ing. Vladimír Smetana      | SZR            | SZR               | SZR                   | 173                   | 0,75  | —                     | —     |
|          | Ing. Jaroslav Broulík      | HNHRM          | HNHRM             | BEZPP                 | 142                   | 0,62  | —                     | —     |

### Rok 2010
| Kandidát | Kandidát                      | Volební strana | Navrhující strana | Politická příslušnost | Počet hlasů (1. kolo) | %     | Počet hlasů (2. kolo) | %     |
| -------- | ----------------------------- | -------------- | ----------------- | --------------------- | --------------------- | ----- | --------------------- | ----- |
|          | Ing. Antonín Maštalíř         | ČSSD           | ČSSD              | ČSSD                  | 8 561                 | 23,73 | 12 091                | 53,03 |
|          | Ing. arch. Liana Janáčková    | NEZ            | NEZ               | BEZPP                 | 8 922                 | 24,73 | 10 707                | 46,96 |
|          | RNDr. Lukáš Ženatý, PhD.      | ODS            | ODS               | ODS                   | 5 725                 | 15,87 | —                     | —     |
|          | Ing. Justina Kamenná          | KSČM           | KSČM              | KSČM                  | 4 507                 | 12,49 | —                     | —     |
|          | prof. Ing. Tomáš Čermák, CSc. | TOP 09         | TOP 09            | BEZPP                 | 4 271                 | 11,84 | —                     | —     |
|          | Ing. Zbyněk Pražák            | KDU-ČSL        | KDU-ČSL           | KDU-ČSL               | 1 782                 | 4,94  | —                     | —     |
|          | Ing. Aleš Dobrozemský, CSc.   | VV             | VV                | VV                    | 1 101                 | 3,05  | —                     | —     |
|          | Bc. Zdeněk Pavlíček           | Suverenita     | Suverenita        | BEZPP                 | 752                   | 2,08  | —                     | —     |
|          | RNDr. Radoslav Štědroň        | ProOstr.       | SP                | SP                    | 449                   | 1,24  | —                     | —     |

### Rok 2016
| Kandidát | Kandidát                   | Volební strana | Navrhující strana | Politická příslušnost | Počet hlasů (1. kolo) | %     | Počet hlasů (2. kolo) | %     |
| -------- | -------------------------- | -------------- | ----------------- | --------------------- | --------------------- | ----- | --------------------- | ----- |
|          | Ing. Zdeněk Nytra          | NK             | NK                | BEZPP                 | 4 569                 | 15,44 | 6 058                 | 51,81 |
|          | Ing. arch. Liana Janáčková | NEZ            | NEZ               | NEZ                   | 5 777                 | 19,53 | 5 634                 | 48,18 |
|          | Mgr. Radim Babinec         | ANO            | ANO               | ANO                   | 4 258                 | 14,39 | —                     | —     |
|          | Ing. Alena Vitásková       | Úsvit          | Úsvit             | BEZPP                 | 3 599                 | 12,16 | —                     | —     |
|          | Ing. Ivan Strachoň         | KSČM           | KSČM              | KSČM                  | 2 635                 | 8,90  | —                     | —     |
|          | Mgr. Ilja Racek, Ph.D.     | KDU-ČSL, SZ    | KDU-ČSL           | KDU-ČSL               | 2 577                 | 8,71  | —                     | —     |
|          | Ing. Bc. Josef Pravda      | ČSSD           | ČSSD              | ČSSD                  | 2 303                 | 7,78  | —                     | —     |
|          | MUDr. Tomáš Málek          | Ostravak       | Ostravak          | Ostravak              | 2 147                 | 7,25  | —                     | —     |
|          | Jan Becher                 | Piráti         | Piráti            | BEZPP                 | 1 289                 | 4,35  | —                     | —     |
|          | Petr Borna                 | DSSS           | DSSS              | DSSS                  | 423                   | 1,43  | —                     | —     |

### Rok 2022
Ve volbách v roce 2022 obhajoval svůj mandát za koalici SPOLU (ODS, KDU-ČSL, TOP 09) senátor a hasič Zdeněk Nytra, který byl ve volbách v roce 2016 zvolen jako nezávislý, v průběhu svého mandátu však vstoupil do ODS. Mezi jeho šest vyzyvatelů patřili bývalý senátor za obvod č. 48 – Rychnov nad Kněžnou Miroslav Antl, který kandidoval jako nestraník za hnutí ANO, dále manažer Peter Harvánek za SPD nebo předseda hnutí NEZ Patrik Hujdus, který kandidoval za hnutí STAN. O návrat do Senátu usilovala jako nestranička za hnutí PRO Zdraví Liana Janáčková, která v tomto obvodu kandidovala již počtvrté. Dalšími kandidáty byli předseda SSPD-SP Radoslav Štědroň, který v tomto obvodu kandidoval již v roce 2010, a viroložka Hana Zelená, nestranička za PRO 2022.
První kolo vyhrál s 25,24 % hlasů Zdeněk Nytra, do druhého kola s ním postoupil Miroslav Antl, který obdržel 22,53 % hlasů. Druhé kolo vyhrál s 51,53 % hlasů Zdeněk Nytra.
| Kandidát | Kandidát                   | Volební strana       | Navrhující strana | Politická příslušnost | Počet hlasů (1. kolo) | %     | Počet hlasů (2. kolo) | %     |
| -------- | -------------------------- | -------------------- | ----------------- | --------------------- | --------------------- | ----- | --------------------- | ----- |
|          | Ing. Zdeněk Nytra          | KDU-ČSL, ODS, TOP 09 | ODS               | ODS                   | 8 405                 | 25,42 | 7 215                 | 51,53 |
|          | JUDr. Miroslav Antl        | ANO                  | ANO               | BEZPP                 | 7 452                 | 22,53 | 6 786                 | 48,46 |
|          | MUDr. Hana Zelená, Ph.D.   | PRO 2022             | PRO 2022          | BEZPP                 | 4 642                 | 14,03 | —                     | —     |
|          | Ing. Peter Harvánek        | SPD                  | SPD               | SPD                   | 4 312                 | 13,04 | —                     | —     |
|          | Ing. arch. Liana Janáčková | PRO Zdraví           | PRO Zdraví        | BEZPP                 | 4 276                 | 12,93 | —                     | —     |
|          | Mgr. Patrik Hujdus         | STAN                 | STAN              | NEZ                   | 3 581                 | 10,83 | —                     | —     |
|          | RNDr. Radoslav Štědroň     | SSPD-SP              | SSPD-SP           | SSPD-SP               | 396                   | 1,19  | —                     | —     |

## Volební účast
|  | nejvyšší volební účast |  | nejnižší volební účast |

| Rok  | % (1. kolo) | % (2. kolo) |
| ---- | ----------- | ----------- |
| 1996 | 29,88       | 28,70       |
| 1998 | 32,82       | 17,37       |
| 2004 | 29,16       | 15,06       |
| 2010 | 38,75       | 22,89       |
| 2016 | 31,59       | 11,90       |
| 2022 | 36,51       | 14,45       |